# Universidad del Caribe (México)
La Universidad del Caribe (Unicaribe) fue fundada por decreto del entonces gobernador del estado mexicano de Quintana Roo, Joaquín Hendricks Díaz y declarado en el Periódico Oficial por el decreto de creación expedido en Chetumal el 29 de septiembre del 2000.
Según el ranking nacional de las mejores Universidades de México, publicado por la revista Readers Digest en el año 2016, la Universidad del Caribe se encuentra en el puesto 94. Actualmente la Universidad cuenta con cuatro programas educativos de Ingenierías, cuatro de Licenciatura, 12 cursos de diplomado, 10 talleres y siete Maestrías.
La Universidad del Caribe es parte de la membresía de la Conferencia Interamericana de Seguridad Social, organismo internacional técnico y especializado, que tiene el objetivo de fomentar el desarrollo de la protección y seguridad social en América. 

## Oferta Educativa

### Licenciaturas
- Licenciado en Gastronomía
  - Pre-especialidad en Artes Culinarias
  - Pre-especialidad en Administración de la industria gastronómica
- Licenciado en Negocios Internacionales
  - Pre-especialidad en Mercadotecnia Internacional
  - Pre-especialidad en Comercio Exterior
  - Pre-especialidad en Negocios Electrónicos

- Licenciado en Turismo Sustentable y Gestión Hotelera
  - Pre-especialidad en Planeación y Desarrollo Turístico
  - Pre-especialidad en Hostelería
  - Pre-especialidad en Turismo Alternativo y de Salud

- Licenciado en Innovación Empresarial
  - Pre-especialidad en Estrategia Empresarial
  - Pre-especialidad en Cultura Empresarial
  - Pre-especialidad en Gestión y Negociaciones

### Ingenierías
- Ingeniería Industrial
  - Pre-especialidad en Gestión de Operaciones
  - Pre-especialidad en Producción, Manufactura y Mantenimiento
- Ingeniería en Datos e Inteligencia Organizacional (IDeIO)
  - Pre-especialidad en Innovación en las TIC
  - Pre-especialidad en Inteligencia de Negocios
- Ingeniería en Logística y Cadenas de Suministros
  - Pre-especialidad en Inteligencia en los Negocios
  - Pre-especialidad en Dirección Estratégica
- Ingeniería Ambiental
  - Pre-especialidad en Energías Renovables y Eficiencia Energética
  - Pre-especialidad en Regeneración Ambiental

### Diplomados
- Francés, Lengua de Comunicación Profesional
- Juicio Oral Penal y Técnicas de Litigación Oral
- Bebidas Espirituosas
- Urbanismo Sustentable y Bioclímatica
- Diseño y Fabricación Digital de Objetos en 3D
- Diseño Asistido por Computadora
- Retención y Desarrollo del Capital Humano
- Finanzas Estratégicas para Emprendedores
- Administración Estratégica
- Gestión para la Toma de Decisiones en Restaurantes
- Orientación y Asesoramiento Sexológico
- Cocina Saludable

### Posgrado
- Maestría en Innovación y Gestión del Aprendizaje
- Maestría en Visualización de la Información
- Maestría en Urbanismo Sustentable y Bioclimática
- Maestría en Planeación Turística Sustentable
- Maestría en Logística y Cadena de Suministro
- Maestría en Negocios Electrónicos
- Maestría en Gestión de Proyectos y Procuración de Fondos

## Biblioteca Antonio Enríquez Savignac
La biblioteca de la Universidad del Caribe, Antonio Enríquez Savignac es una biblioteca universitaria abierta al público, especializada en las áreas de turismo sustentable y hotelería, gastronomía, economía y negocios, ingeniería industrial, ingeniería en telemática y desarrollo humano. Es también biblioteca depositaria de la Organización Mundial del Turismo; de la Organización para la Cooperación y el Desarrollo Económico (OCDE); y del Instituto Nacional de Estadística, Geografía e Informática (INEGI). Es la única en el Estado que cuenta con este acervo y un plus importante que ha otorgado ser depositaria de la OMT.
La biblioteca fue creada junto con la Universidad en el año 2000, cuenta con más de 10,293 títulos, 30,082 volúmenes, 1,048 metros lineales de estantería y 2,847 usuarios internos.

## Hunab-Ku
Hunab-Ku es una deidad maya usado en el logotipo de la Universidad del Caribe adoptando el significado del mismo. Según la Universidad, su fundamento de la adopción del símbolo de la deidad a su logotipo es:

"Las fuentes escritas sobre la civilización Maya mencionan a una deidad creadora llamada Hunab Ku, "Dios Uno". Este "Dios Creador" reúne los grandes opuestos cósmicos y su dualidad se representa en un símbolo que plasma la permanente evolución del ser humano. Se ubica como la Unidad en el centro del calendario maya y los contrastes del símbolo evocan eras de oscuridad dando paso a los tiempos de luz. Hunab Ku representa la eterna batalla entre la ignorancia y la conciencia, de la cual el espíritu humano emerge y florece.

El símbolo de Hunab Ku evoca los procesos de polarización que conducen a nuevas escalas de valores, sistemas de creencias y filosofías en la constante búsqueda del conocimiento, la verdad y la evolución del ser humano. "

## Radio Unicaribe
El proyecto Radio Unicaribe surge de la necesidad de los estudiantes de la Universidad del Caribe de informar y ser informados, siendo así un canal de difusión de vital importancia para la comunidad estudiantil. 

### Integrantes
Radio Unicaribe esta actualmente organizada por estudiantes de las distintas carreras de la Universidad.

### Historia
Radio Unicaribe inició transmisiones de manera extraoficial el 23 de febrero del 2010, comenzando con emisiones pilotos usando simplemente una laptop, una conexión a Internet y un micrófono. Los 5 estudiantes formalizaron el equipo de trabajo en 17 de marzo del 2010 y presentaron el proyecto al Rector de la Universidad del Caribe, quien aprobó dicho proyecto siendo así un evento muy significativo para los estudiantes y para la Universidad del Caribe.

### Cabina
La cabina de Radio Unicaribe se encuentra en el interior del Auditorio de la Biblioteca Antonio Enríquez Savignac y cuenta con todos los servicios necesarios para hacer sus transmisiones vía Internet.

### Transmisiones
Radio Unicaribe ha cubierto diversos eventos realizados dentro de las instalaciones de la Universidad del Caribe vía Internet en una transmisión de 128kbps en 44.100kHz Sonido Estéreo y esta puede ser escuchada a través de su Portal.

## Galería

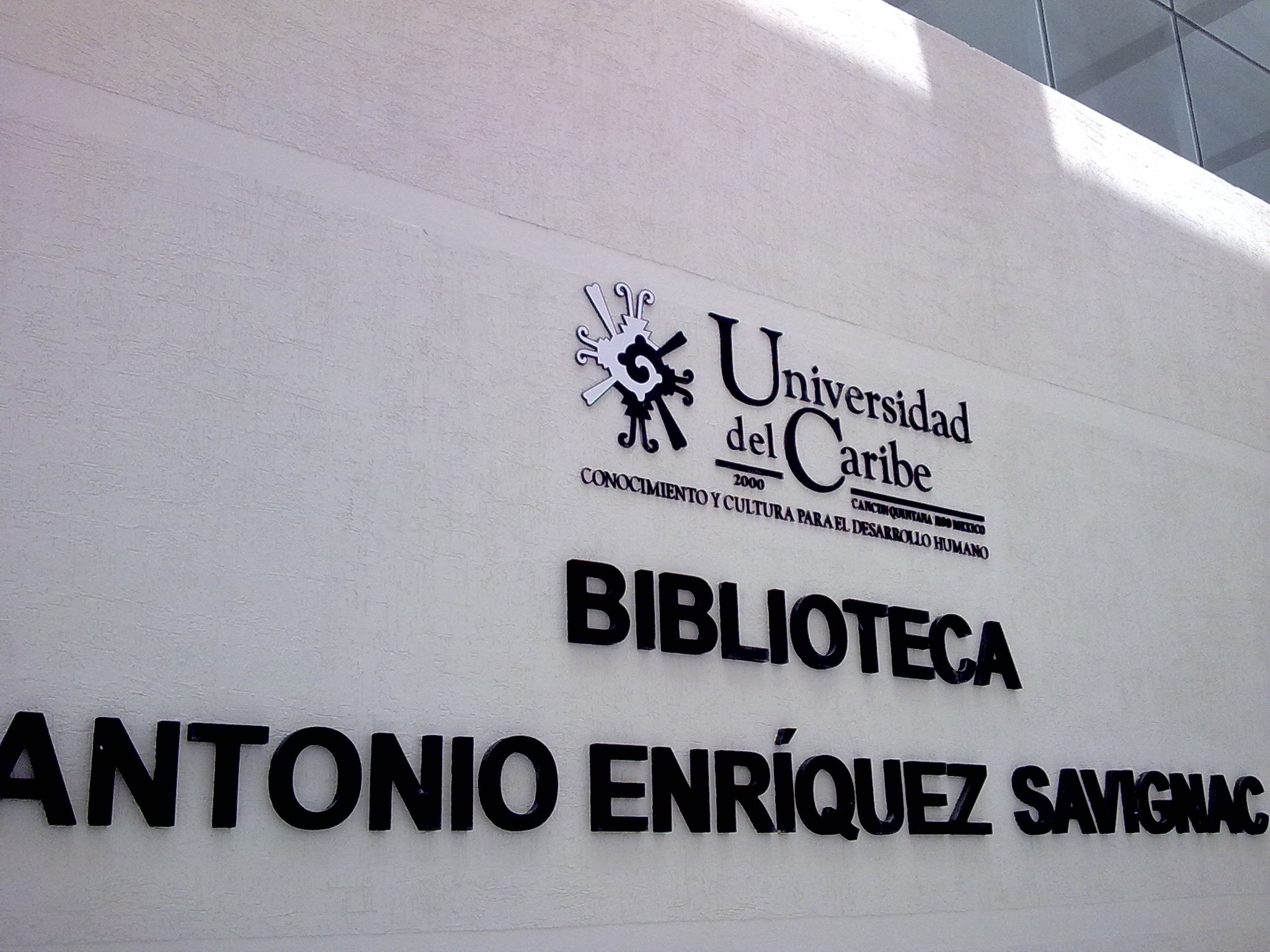
Biblioteca Antonio Enríquez Savignac
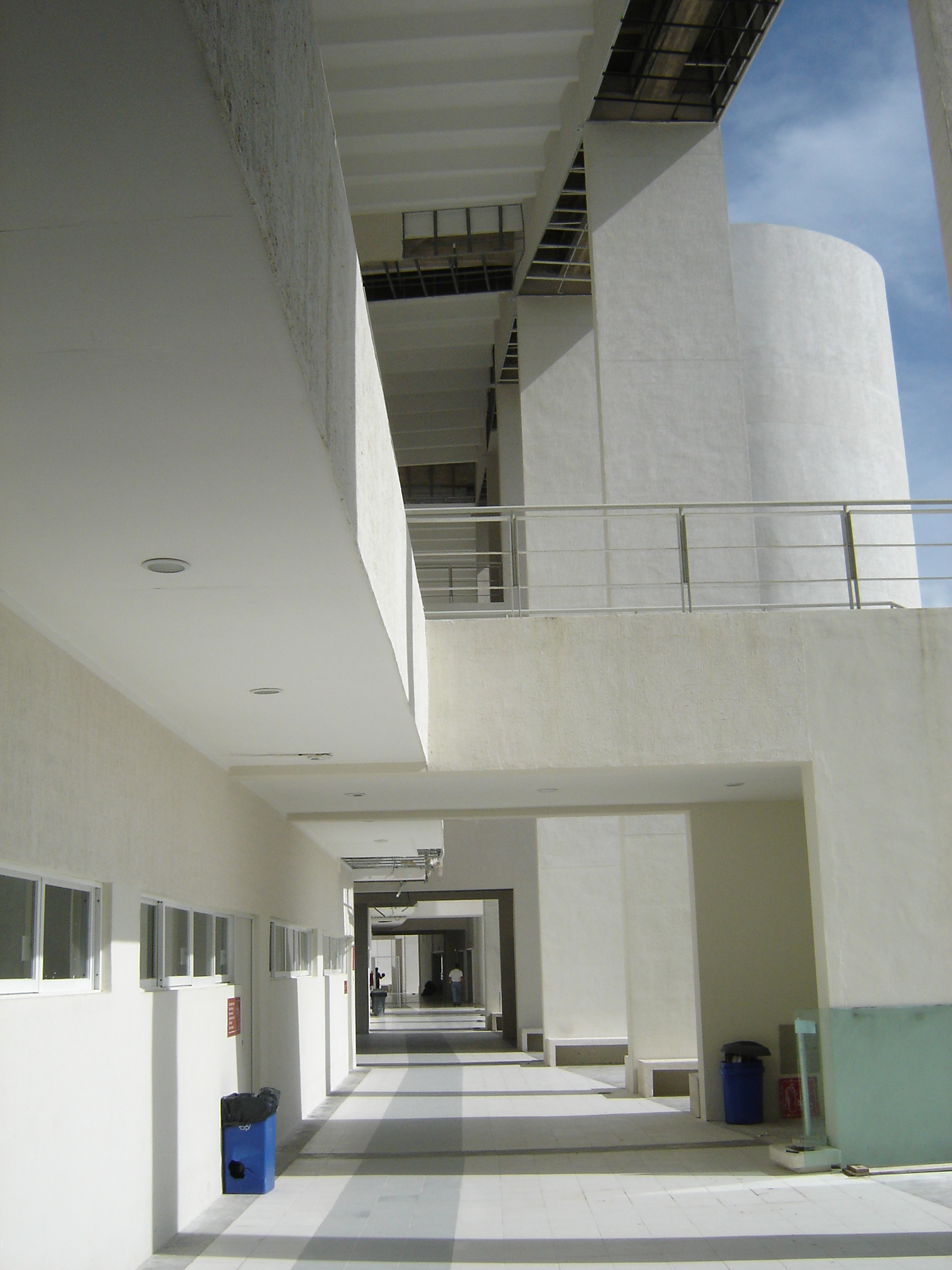
Pasillos internos de la Universidad del Caribe, días después del huracán Wilma.